# 311. strelska divizija (ZSSR)
311. strelska divizija (izvirno rusko 311. стрелковая дивизия; kratica 311. SD) je bila strelska divizija Rdeče armade v času druge svetovne vojne.

## Zgodovina
Divizija je bila ustanovljena julija 1941 v Kisovu.